# Acinaces (insecto)
Acinaces es un género de insecto coleóptero de la familia Endomychidae. El género fue descrito por el zoólogo y entomólogo alemán Carl Eduard Adolph Gerstäcker en 1858.
Las especies habitan en diferentes países de Centro América y Sudamérica: Argentina, Bolivia, Brasil, Colombia, Costa Rica, Ecuador, Guyana Francesa, Honduras, Paraguay, Perú, Surinam, Uruguay y Venezuela.

## Especies
Algunas de las especies de este género son:
- Acinaces collaris, Gerstäcker, 1858
- Acinaces gerstaeckeri, Tomaszewska, 2003
- Acinaces humeralis, Tomaszewska, 2007
- Acinaces laceratus, Gerstäcker, 1858
- Acinaces lebasii, Gerstäcker, 1858
- Acinaces nataliae, Tomaszewska, 2007
- Acinaces nigricollis, Gerstäcker, 1858
- Acinaces ovatus, Tomaszewska, 2003
- Acinaces pakaluki, Tomaszewska, 2003
- Acinaces unicolor, Tomaszewska, 2003